# Engracia de Zaragoza
Engracia de Zaragoza fue una santa mártir hispanorromana.

## Biografía y martirio
Murió víctima de la persecución decretada por Diocleciano en el 303 d. C. Fue mandada hacia el Rosellón con el fin de casarse con un noble rico de allá, la acompañaba su tío Lupercio, diecisiete nobles y una sirviente llamada Julia. Se hallaba en Zaragoza mientras viajaba cuando fue puesta en marcha la persecución contra los cristianos. Intercedió por los cristianos ante los tribunales romanos haciéndose ella misma reo de tortura.
Le arañaron las carnes con garfios, le cortaron un pecho y le clavaron un clavo en la cabeza.
Se conservan sus restos en la iglesia basílica de Santa Engracia de Zaragoza.